# Eupromerella orbifera
Eupromerella orbifera là một loài bọ cánh cứng trong họ Cerambycidae.